# سنقر خاکستری
سنقر خاکستری (نام علمی: Circus cyaneus) یک گونه سنقر از تیرهٔ عقابیان است که دو زیرگونه دارد. این پرنده در شمال اوراسیا از جمله در ایران (به ویژه در زمستان) یافت می‌شود. سنقر خاکستری در کنار تالابها، نیزارها، استپهای چمنزار و سواحل زندگی می‌کند و آشیانه خود را روی زمین، در علفزارها، کشتزارها و خاک‌های باتلاقی می‌سازد سنقر خاکستری در فصل‌های سرد به مناطق جنوب و دارای هوای معتدل مهاجرت می‌کند.
این پرنده ۴۱ تا ۵۲ سانتی‌متر است و طول بال‌بازهٔ این پرنده بین ۹۷ تا ۱۲۲ سانتی‌متر است. مانند دیگر سنقرها، پرهای زینتی جنس ماده و نر متمایز هستند. همچنین وزن پرنده ماده بیشتر از نر است، وزن پرنده ماده ۳۹۰ تا ۷۵۰ گرم (متوسط ۵۳۰ گرم) است و وزن پرنده نر بین ۲۹۰ تا ۴۰۰ گرم (متوسط ۳۵۰ گرم).

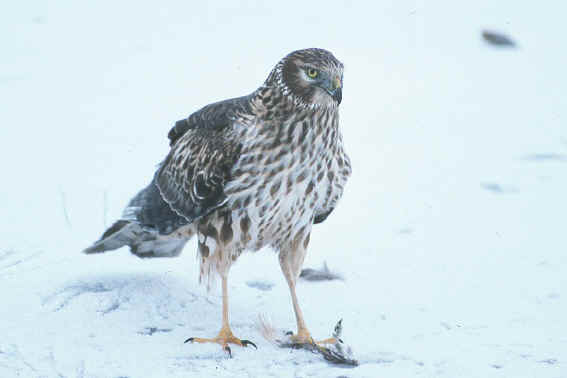
پرنده ماده در زمستان در آلمان

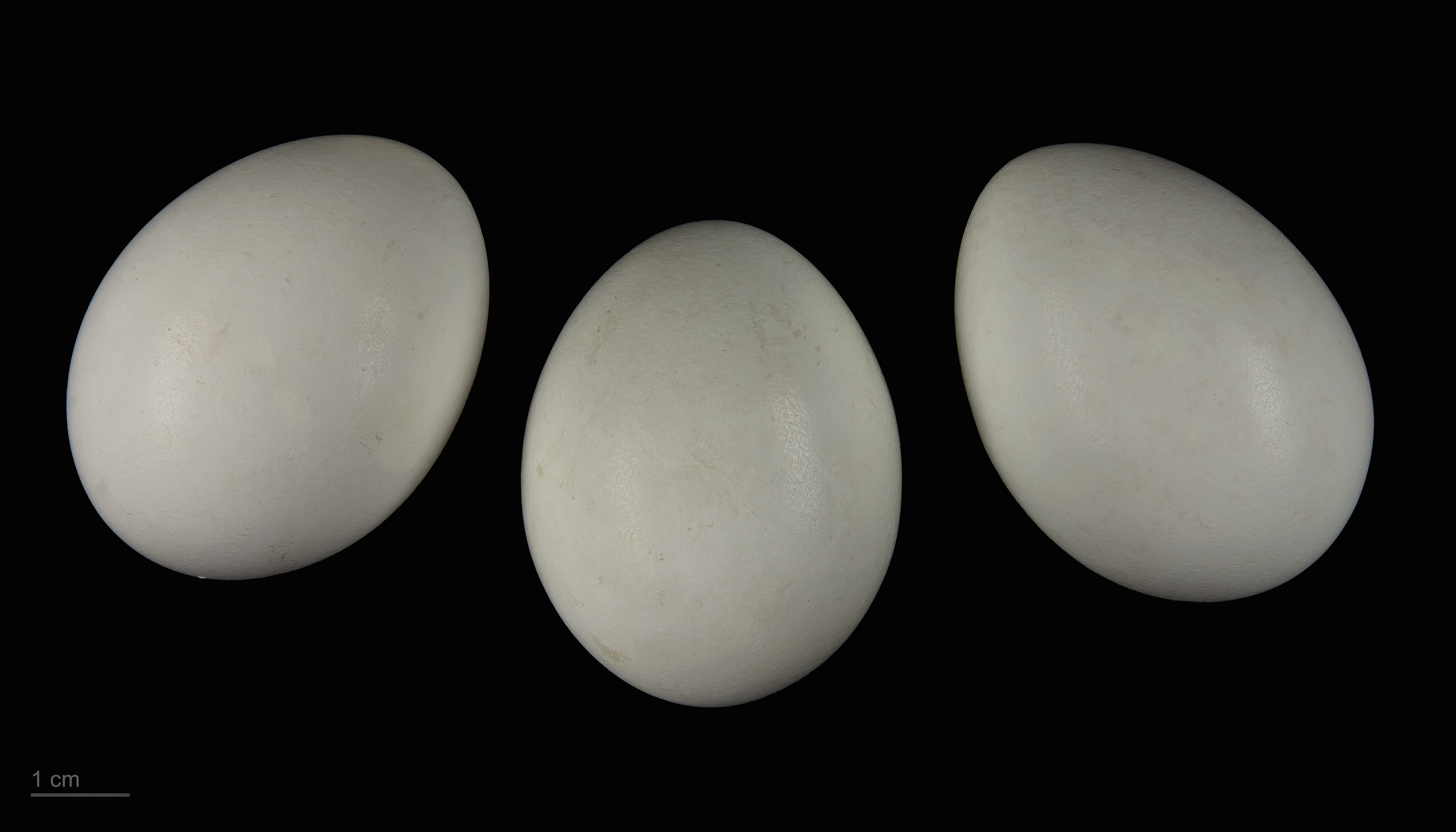
Circus cyaneus